# Fußballspiel SG Friedrichstadt – ZSG Horch Zwickau
Das Fußballspiel SG Friedrichstadt – ZSG Horch Zwickau war das letzte entscheidende Spiel der ersten DDR-Meisterschaft 1949/50. Es fand am 16. April 1950 im Dresdner Heinz-Steyer-Stadion vor über 60.000 Zuschauern statt. Die ZSG Horch Zwickau gewann mit 5:1 und wurde damit DDR-Fußballmeister. Nach dem Spiel kam es zu schweren Ausschreitungen der Dresdner Fußballanhänger, die den Spielverlauf als grob unfair ansahen. Der größte Teil der Mannschaft des SG Friedrichstadt zog auf Grund der Benachteiligungen und anschließender Äußerungen von DDR-Sportfunktionären nach West-Berlin um und spielte danach bei Hertha BSC.

## Vorgeschichte

### SG Friedrichstadt

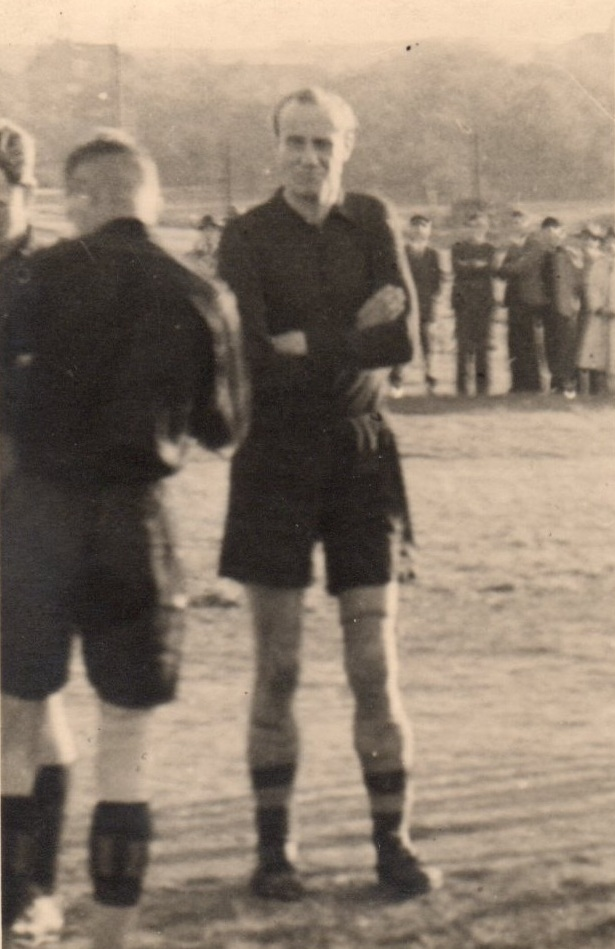
Helmut Schön als Spieler der SG Friedrichstadt, 1946

Die SG Friedrichstadt wurde 1946 gegründet. Sie verstand sich als Nachfolgerin des legendären Dresdner SC, der vorher zweimal Deutscher Meister geworden war. Sie wählte 1947 einen eigenen Vorstand in einer Mitgliederversammlung und schaffte es, sich der  Einbindung in das offizielle System der sozialistischen Betriebssportgemeinschaften zu entziehen. Deshalb wurde sie als bürgerlicher Verein bezeichnet. Die SG Friedrichstadt wurde auch offensichtlich benachteiligt. So fand das Viertelfinale um die Ostzonenmeisterschaft 1949 ungewöhnlicherweise beim Spielgegner ZSG Union Halle in dessen Stadion statt und nicht wie eigentlich üblich, auf neutralem Platz. Außerdem hatten sich die Hallenser kurz vorher um vier neue Spieler verstärkt, die nach den Regeln  noch gar nicht bei dem Spiel eingesetzt werden durften. Die ZSG Union gewann das Spiel und wurde später auch Ostzonenmeister. Ein Protest der Friedrichstädter gegen die Regelverstöße wurde nicht einmal verhandelt.
Ihr Spielertrainer Helmut Schön wurde trotzdem auch zum ersten Trainer der Auswahlmannschaft der Ostzone im Mai 1949 berufen.

### ZSG Horch Zwickau

Emblem Horch Zwickau

Die ZSG Horch Zwickau wurde 1949 aus verschiedenen Sportvereinen der Stadt gebildet. Die Fußballer der SG Planitz, die 1948 erster Ostzonenmeister geworden waren, kamen nur widerwillig und nach einiger Verzögerung dazu.
Die Zentralsportgemeinschaft Horch Zwickau galt als ein vorbildlicher sozialistischer Sportverein, zu dem viele Werktätige aus verschiedenen Betrieben gehörten.

### Saison 1949/50
Seit dem 4. September 1949 wurde die erste Fußballmeisterschaft in der Sowjetischen Zone ausgetragen, mit der Bezeichnung DS-Liga (vom Deutschen Sportausschuss). Die SG Friedrichstadt und Horch Zwickau waren die dominierenden Mannschaften der Saison. Die Dresdner gewannen ihr erstes Punktspiel mit 11:0, was als Oberliga-Rekord bis 1990 bestehen blieb, und hatten den höchsten Zuschauerschnitt mit über 28.000 pro Spiel. Zwischenzeitlich führte die ZSG Horch Zwickau die Tabelle an unter ihrem zweiten Trainer in dieser Saison Hans Ulbricht. Nach dessen unverständlichen Ablösung durch Herbert Melzer verlor die Mannschaft das viert- und drittletzte Spiel der Saison, konnte aber durch einen Sieg im vorletzten Spiel den Punktegleichstand mit der SG Friedrichstadt wieder herstellen. Damit war klar, dass der Sieger der direkten Begegnung am letzten Spieltag der erste DDR-Meister werden würde.

## Spiel

### Spielverlauf
Die SG Friedrichstadt ging bereits in der 3. Minute mit 1:0 durch Kurt Lehmann in Führung. Zwickau glich in der 9. Minute durch ein Tor von Heinz Satrapa aus. In der 12. Minute wurde der Dresdner Mannschaftskapitän Walter Kreisch durch ein Foul so schwer verletzt, dass er ausscheiden musste. Eine Auswechslung gab es damals noch nicht, sodass die Dresdner seitdem mit zehn Spielern weiterspielen mussten. Das 2:1 für die Zwickauer in der 24. Minute war nach Meinung der Dresdner regelwidrig.
Im weiteren Verlauf des Spieles attackierten die Zwickauer ihre Gegenspieler so hart, dass zwei weitere Spieler verletzt ausscheiden mussten. Der Schiedsrichter Willi Schmidt ahndete dies nicht. Am Ende gewann Horch Zwickau hoch mit 5:1.
Das Neue Deutschland schrieb danach „Eine sehr schlechte Leistung des Schönebeckers Schiedsrichters Schmidt, der seinem Amt in keiner Weise gewachsen war.“

### Daten
| SG Friedrichstadt                                | SG Friedrichstadt | ZSG Horch Zwickau | ZSG Horch Zwickau |
| ------------------------------------------------ | --- | --- | ----------------- |
| SG Friedrichstadt                                | \| 16. April 1950 in Dresden (Heinz-Steyer-Stadion) \| \| Ergebnis: 1:5 (1:3) \| \| Zuschauer: über 60.000 Zuschauer \| \| Schiedsrichter: Willi Schmidt (Schönebeck) \| \| Spielbericht \| \| Spielbericht 2 \| \| Spielbericht 3 \| | \| 16. April 1950 in Dresden (Heinz-Steyer-Stadion) \| \| Ergebnis: 1:5 (1:3) \| \| Zuschauer: über 60.000 Zuschauer \| \| Schiedsrichter: Willi Schmidt (Schönebeck) \| \| Spielbericht \| \| Spielbericht 2 \| \| Spielbericht 3 \| | ZSG Horch Zwickau |
| SG Friedrichstadt                                | Kurt Birkner; Walter Kreisch; Rolf Drognitz, Gottfried Hövermann, Kurt Jungnickel, Hans Kreische, Henry Steinbach; Henry Keßler, Kurt Lehmann, Walter Werner, Helmut Schön Cheftrainer: Helmut Schön                                  | Max Hofsommer; Manfred Fuchs, Egon Jugel; Johannes Breitenstein, Helmut Schubert, Lothar Kunack, Lothar Schürer; Karl Dittes, Heinz Satrapa, Siegfried Meier, Herbert Heinze Cheftrainer: Herbert Melzer                              | ZSG Horch Zwickau |
| SG Friedrichstadt                                | 1:0 Kurt Lehmann (3.) | 1:1 Heinz Satrapa (9.) 1:2 Herbert Heinze (24.) 1:3 Siegfried Meier (43.) 1:4 Kurt Lehmann (48., Eigentor) 1:5 Herbert Heinze (67.)                                                                                                   | ZSG Horch Zwickau |
| SG Friedrichstadt                                | Walter Kreisch (12., verletzt ausgeschieden) | | ZSG Horch Zwickau |
| 16. April 1950 in Dresden (Heinz-Steyer-Stadion) | | |                   |
| Ergebnis: 1:5 (1:3)                              | | |                   |
| Zuschauer: über 60.000 Zuschauer                 | | |                   |
| Schiedsrichter: Willi Schmidt (Schönebeck)       | | |                   |
| Spielbericht                                     | | |                   |
| Spielbericht 2                                   | | |                   |
| Spielbericht 3                                   | | |                   |

## Nach dem Spiel
Nach dem Ende des Spieles stürmten viele wütende Dresdner Zuschauer auf das Spielfeld. Die Fußballspieler, auch die Dresdner flüchteten in die Kabinen. Es kam zu schweren Ausschreitungen, bei denen berittene Polizisten mit Steinen beworfen wurden.
Am Abend fand die offizielle Meisterfeier im Waldparkhotel in Blasewitz statt. Der stellvertretende Ministerpräsident Walter Ulbricht, der auch bei dem Spiel auf der Tribüne gesessen hatte, lobte die Zwickauer ausführlich und erwähnte die Friedrichstädter  kein einziges Mal. Daraufhin verließ die Mannschaft geschlossen die Feier und zog in das Heinz-Steyer-Stadion, wo sie die ganze Nacht mit den Fans feierten.
In der Folge der Ausschreitungen wurde das Heinz-Steyer-Stadion als Austragungsort für Fußballspiele für ein halbes Jahr gesperrt. Der Trainer Helmut Schön wurde in einem Gespräch scharf gerügt, er sei der Anstifter der Ausschreitungen gewesen, es wurden ihm weitere Konsequenzen angedroht.
Den Spielern der SG Dresden-Friedrichstadt wurde zudem mitgeteilt, dass sie nun der BSG VVB Tabak Dresden angegliedert würden. Stattdessen verließen Helmut Schön und zehn weitere Spieler Dresden in den nächsten Tagen, die meisten von ihnen wechselten anschließend zu Hertha BSC nach West-Berlin. Die verbliebenen Spieler wurden der  BSG VVB Tabak Dresden eingegliedert, die SG Friedrichstadt zuvor aufgelöst.

## Zitate
Der Spieler Hans Kreische erinnerte sich später:

„Wir hatten schon vor dem entscheidenden Spiel im Ostragehege den Eindruck, dass vieles gegen uns ging. Wir galten als die Nachfolger der berühmten DSC-Mannschaft, als bürgerliche Truppe. Verbindungen nach dem Westen waren natürlich da. Das war manchem Funktionär ein Dorn im Auge. Außerdem trugen wir schwarze Hosen, weiße Hemden und hatten auf unserem Emblem die DSC-Fahne. Da meinten manche, wir wären Nazis. Das stimmt nicht. (...) 
Ulbricht hat uns Dresdnern damals überhaupt nicht gratuliert. Er sprach bei der Meisterfeier in Loschwitz nur zu den Zwickauern, als ob es uns überhaupt nicht geben würde. Wir saßen da wie die dummen Jungs, wurden überhaupt nicht beachtet. Da haben wir uns leise abgesprochen, sind aufgestanden und rausgegangen. Was sollten wir dort? Wir sind als Mannschaft ins Stadion gefahren und haben mit unseren Fans im Ostragehege gefeiert. Bis früh haben wir Bier getrunken. Es waren unglaubliche Stunden.“

Spielertrainer Helmut Schön berichtete:

„Ich stand wie vor einem Tribunal. Der Sportausschuß hatte mich wegen der Skandalszenen vorgeladen. ‚Sie haben die Ausschreitungen in Dresden provoziert! Wir brauchen in unserem sozialistischen Sport keine Spieler, die noch an den alten Traditionen hängen. Nach Pfingsten werden wir über Sie disponieren, Schön!‘“

Manfred Ewald, Abteilungsleiter im Deutschen Sportausschuß erklärte hingegen:

„Besonders aber begrüßen wir es, daß die Sportler der großen Betriebssportgemeinschaft eines volkseigenen Betriebes diesen Sieg errungen haben. Sind sie es doch, die durch ihre unermüdliche Arbeit mitgeholfen haben und ständig weiter mithelfen, die Lebenslage unseres ganzen Volkes zu verbessern. Ihr Sieg in dieser Meisterschaft bewies, daß die Demokratische Sportbewegung auf dem richtigen Wege ist, wenn sie ihre besondere Aufmerksamkeit und Förderung dem Betriebssport in den Betrieben des Volkes zuwendet. Und darum werden die provokatorischen Ausschreitungen nach dem Spiel der Anlaß dazu sein, nun erst recht die Arbeit in den Betriebssportgemeinschaften zu verstärken.“